# Aspasmogaster costata
Aspasmogaster costata är en fiskart som först beskrevs av Ogilby, 1885.  Aspasmogaster costata ingår i släktet Aspasmogaster och familjen dubbelsugarfiskar. Inga underarter finns listade.